# Сафет Зек
Сафет Зек (нар. 5 грудня 1943 року) — боснійський художник і графічний дизайнер.

## Біографія
Сафет Зек народився 5 грудня 1943 року в місті Рогатиця. Він закінчив Школу прикладного мистецтва в Сараєво в 1964 році. У 1969 році Сафет Зек закінчив Університет образотворчих мистецтв у Белграді. У 1972 році закінчив аспірантуру в цьому ж університеті. На початку дев'яностих він був одним із найвідоміших художників в Югославії. До 1989 року Сафет жив і працював у Белграді з родиною, наступного року повернувся до Сараєво. Він покинув країну в 1992 році через війну в Боснії та виїхав до Удіне в Італію.
Сьогодні Сафет Зек живе і працює у Венеції, Сараєво, Парижі та Почітеле .

## Творчість
У семидесятих роках Сафет Цек став одним з головних творців поетичного реалізму. Його роботи знаходяться у великих європейських та міжнародних галереях, а також у приватних колекціях.
Сафет Зек підготував понад сімдесят персональних виставок у Боснії і Герцеговині та у великих містах світу. Він є членом Асоціації візуальних художників Боснії та Герцеговини. 

## Нагороди
Художник отримав понад двадцять нагород за свої картини.
У 2007 році був нагороджений Орденом мистецтв і літератури Франції. 

## Твори
- Кімната моєї сестри
- Ложа Бакаревича
- Велика кімната
- Будинки та листя
- Windows
- Великий будинок у Бістрику, якого вже немає
- Серія картин Сребрениця

1. ↑  SNAC — 2010.
2. 1 2  RKDartists
3. ↑  https://web.archive.org/web/http://wallachprintsandphotos.nypl.org/catalog/402318
4. 1 2 3 4  http://www.safetzec.com/?prj=25
5. ↑  http://www.safetzec.com/index.php?id=142
6. ↑  http://www.safetzec.com/index.php?id=135